# Walther Nehring
Walther Kurt Josef Nehring (15 août 1892 à Stretzin - 20 avril 1983 à Düsseldorf) est un General der Panzertruppe allemand qui a servi au sein de la Heer dans la Wehrmacht pendant la Seconde Guerre mondiale, connu pour sa participation à l'Afrika Korps.
Il a été décoré de la croix de chevalier de la croix de fer avec feuilles de chêne et glaives. La croix de chevalier de la croix de fer et ses grades supérieurs : les feuilles de chêne et glaives sont attribués pour récompenser un acte d'une extrême bravoure sur le champ de bataille ou un commandement militaire avec succès.

## Biographie

### Jeunesse
Walther Nehring est né le 15 août 1892 à Stretzin, province de Prusse-Occidentale. Nehring est le descendant d'une famille néerlandaise qui avait fui les Pays-Bas pour échapper aux persécutions religieuses au XVIIe siècle. Son père, Emil Nehring, était un instituteur et officier de la réserve militaire. Alors que Walther est encore un enfant, sa famille déménage à Dantzig.
La première épouse de son père, Minna, est décédée très tôt. De ce mariage premier mariage naquit Edwin, son frère aîné. Emil Nehring épouse ensuite Marthe Weiss, en 1884, la fille de Marie Alexandrine von Zitzewitz, qui appartient à l'ancienne noblesse de Poméranie. Walther et sa sœur Else (sept années plus âgée que lui) naissent de ce mariage.

### Première Guerre mondiale
Nehring rejoint le service militaire le 16 septembre 1911 dans le 152e régiment d'infanterie (pl). Il est promu Leutnant (lieutenant) le 18 décembre 1913.

## Seconde Guerre mondiale
Nehring est chef d'état-major du XIX. Armeekorps pendant l'invasion allemande de la Pologne sous les ordres de Heinz Guderian et du Groupe de Panzer de Guderian durant la Bataille de France.
Du 25 octobre 1940 au 25 janvier 1942, le Generalmajor Walther Nehring est le commandant de la 18e Panzerdivision.
Plus tard, il prend le commandement de l'Afrika Korps en mai 1942 et prend part à la dernière offensive majeure des Forces de l'Axe (Opération Brandung) de la campagne du désert occidental et dans la bataille d'Alam el Halfa (31 août - 7 septembre 1942), au cours de laquelle Georg von Bismarck perd la vie. Walther Nehring est blessé dans un raid aérien et remplacé par le général Fritz Bayerlein. Entre novembre et décembre 1942, il commande le contingent allemand en Tunisie.
Après l'Afrique du Nord, Nehring est affecté sur le Front de l'Est où il commande en premier le XXIV. Panzerkorps, puis de juillet à août 1944, la 4. Panzerarmee. Nehring retourne ensuite au XXIV. Panzerkorps en août 1944 et dirige ce Corps jusqu'en mars 1945 quand il est fait commandant de la 1. Panzerarmee en remplacement du général Gotthard Heinrici. L'armée elle-même a été dissoute le 3 avril. Nehring s'est retiré vers l'ouest et s'est rendu aux Américains le 9 mai 1945. Il a été détenu comme prisonnier de guerre pendant trois ans. Durant l'année 1944, il est également le commandant du XXXXVIII. Panzerkorps.

### Après-guerre
Après la fin de la guerre, le général Nehring écrit une histoire complète des forces de panzers allemands de 1916 à 1945, Die Geschichte der deutschen Panzerwaffe 1916 bis 1945. 
Nehring termine sa vie à Düsseldorf où il est décédé à l'âge de 90 ans et est enterré au Nordfriedhof.

## Décorations
- Croix de fer (1914)
  - 2e classe (27 janvier 1915)
  - 1re classe (25 novembre 1917)
- Agrafe de la croix de fer (1939)
  - 2e classe (11 septembre 1939)[6]
  - 1re classe (29 septembre 1939)[6]
- Insigne des blessés
  - en Or[7]
- Insigne de combat des blindés en Argent[7]
- Bande de bras Afrika[7]
- Médaille de la valeur militaire en argent[7]
- Croix de chevalier de la croix de fer avec feuilles de chêne et glaives
  - Croix de chevalier le 24 juillet 1941 en tant que Generalmajor et commandant de la 18. Panzer-Division[8]
  - 383e feuilles de chêne le 8 février 1944 en tant que General der Panzertruppe et commandant du XXIV. Panzerkorps[8]
  - 124e glaives le 22 janvier 1945 en tant que General der Panzertruppe et commandant du XXIV. Panzerkorps[8]
- Mentionné dans le bulletin quotidien radiophonique Wehrmachtbericht
- Officier de l'ordre du Mérite de la République fédérale d'Allemagne (Bundesverdienstkreuz 1. Klasse) (27 juillet 1973)